# Сан-Диего-де-ла-Унион (муниципалитет)
Сан-Диего-де-ла-Унион (исп. San Diego de la Unión) — муниципалитет в Мексике, штат Гуанахуато, с административным центром в одноимённом городе. Численность населения, по данным переписи 2010 года, составила 37 103 человека.

## Общие сведения
Название San Diego было дано в честь Святого Диего и Unión — как символ единства.
Площадь муниципалитета равна 1013 км², что составляет 3,31 % от общей площади штата. Он граничит с другими муниципалитетами штата Гуанахуато: на востоке с Сан-Луис-де-ла-Пасом, на юге с Долорес-Идальго, на западе с Сан-Фелипе, а также на севере граничит с другим штатом Мексики — Сан-Луис-Потоси.

## Учреждение и состав
Муниципалитет был образован в 1875 году, в его состав входит 196 населённых пунктов, самые крупные из которых:
| Код INEGI | Населённый пункт                                                                      | Численность населения (2005 год) | Численность населения (2010 год) |
| --------- | ------------------------------------------------------------------------------------- | -------------------------------- | -------------------------------- |
| 029       | Всего                                                                                 | 34401                            | 37103                            |
| 0001      | Сан-Диего-де-ла-Унион (исп. San Diego de la Unión) (административный центр)           | 6537                             | 7116                             |
| 0103      | Сан-Хуан-Пан-де-Арриба (исп. San Juan Pan de Arriba) 21°28′07″ с. ш. 100°55′17″ з. д. | 2762                             | 2867                             |
| 0155      | Нориа-де-Альдав (исп. Ex Hacienda Noria de Alday) 21°27′14″ с. ш. 100°50′35″ з. д.    | 1833                             | 2009                             |
| 0071      | Ла-Пресита (исп. La Presita de la Luz) 21°26′19″ с. ш. 100°47′57″ з. д.               | 1273                             | 1422                             |
| 0120      | Ла-Сауседа (исп. La Sauceda) 21°29′23″ с. ш. 100°43′12″ з. д.                         | 1279                             | 1305                             |
| 0064      | Парритас (исп. Parritas) 21°30′53″ с. ш. 100°46′39″ з. д.                             | 911                              | 985                              |
| 0018      | Каталан-дель-Рефухио (исп. Catalán del Refugio) 21°19′27″ с. ш. 100°44′13″ з. д.      | 900                              | 952                              |

## Экономика
По статистическим данным 2000 года, работоспособное население занято по секторам экономики в следующих пропорциях: сельское хозяйство, скотоводство и рыбная ловля — 41,9 %, промышленность и строительство — 23,9 %, сфера обслуживания и туризма — 30,1 %, прочее — 4,1 %.

## Инфраструктура
По статистическим данным 2010 года, инфраструктура развита следующим образом:
- электрификация: 96,5 %;
- водоснабжение: 96,9 %;
- водоотведение: 55,8 %.

## Фотографии

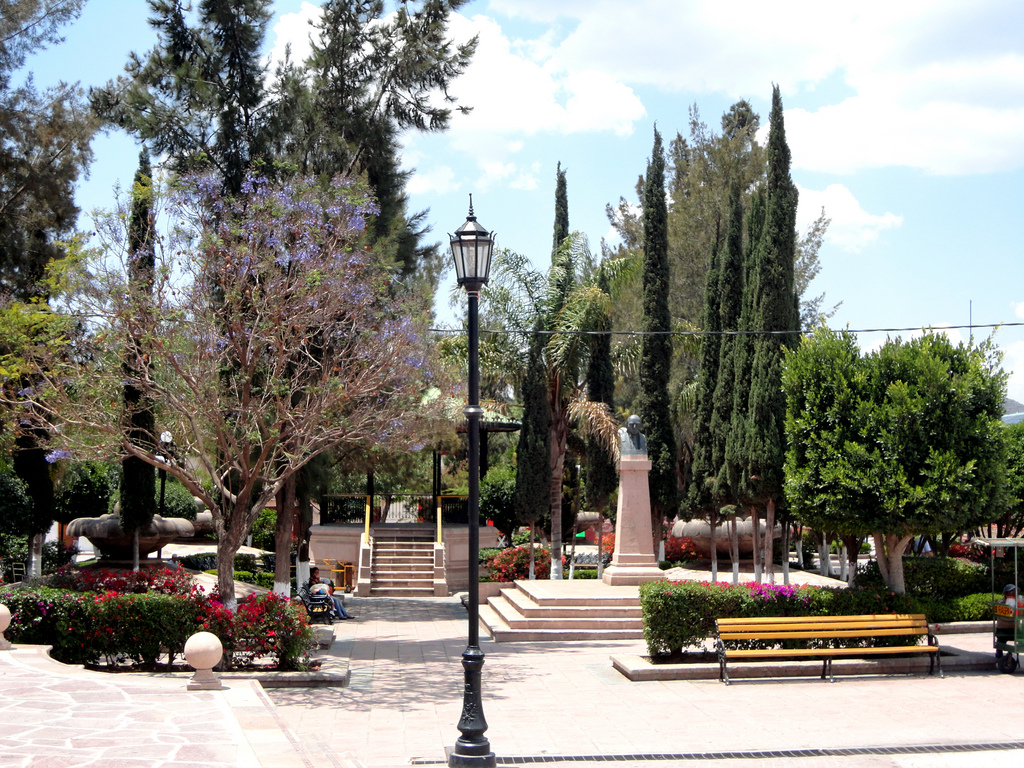
Парк в Сан-Диего-де-ла-Унионе
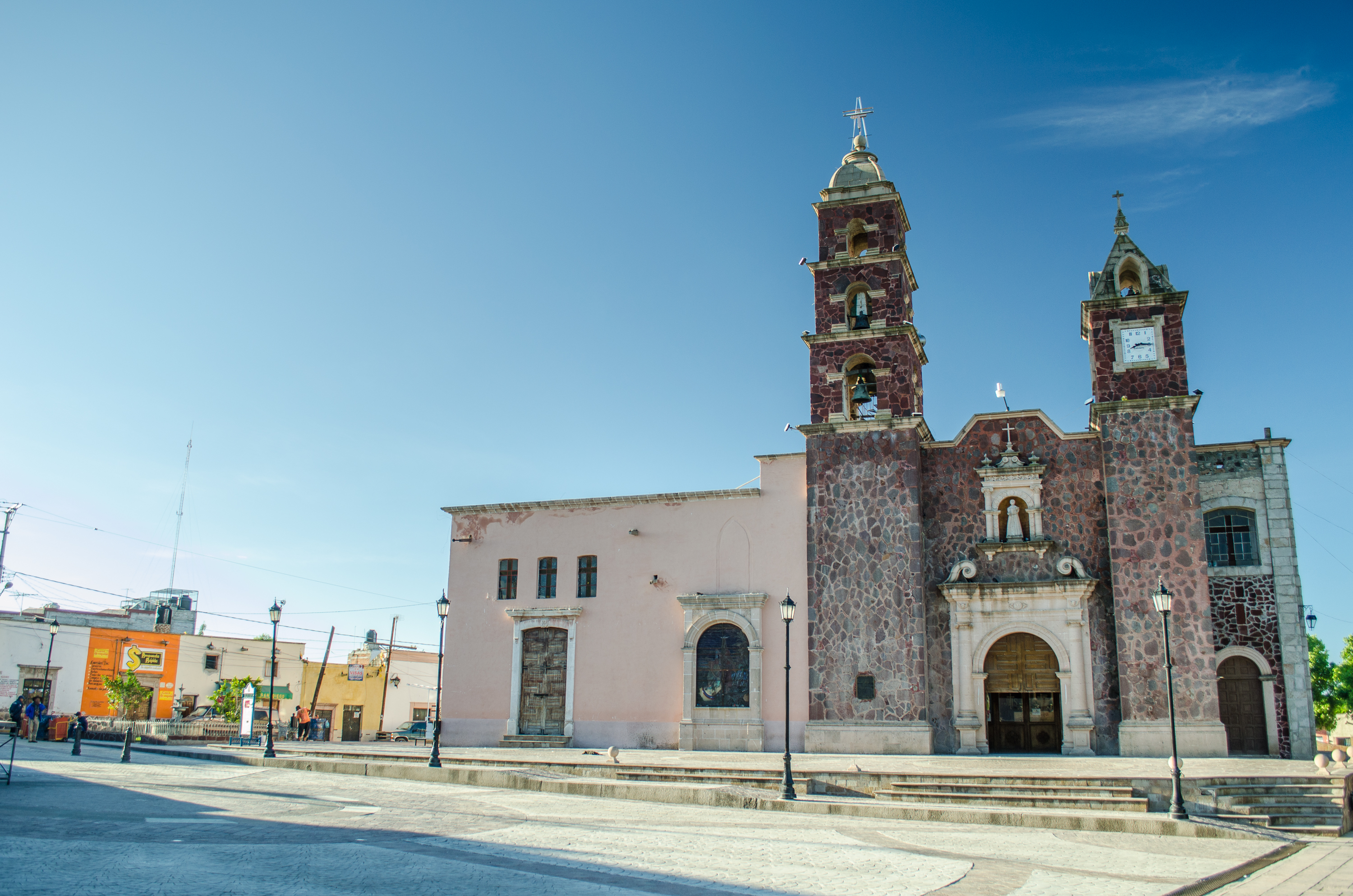
Церковь в Сан-Диего-де-ла-Унионе